# Municipio de Harwood (Illinois)
El municipio de Harwood (en inglés: Harwood Township) es un municipio ubicado en el condado de Champaign en el estado estadounidense de Illinois. En el año 2010 tenía una población de 623 habitantes y una densidad poblacional de 6,53 personas por km².

## Geografía
El municipio de Harwood se encuentra ubicado en las coordenadas 40°21′49″N 88°4′10″O / 40.36361, -88.06944. Según la Oficina del Censo de los Estados Unidos, el municipio tiene una superficie total de 95.47 km², de la cual 95,44 km² corresponden a tierra firme y (0,04 %) 0,03 km² es agua.

## Demografía
Según el censo de 2010, había 623 personas residiendo en el municipio de Harwood. La densidad de población era de 6,53 hab./km². De los 623 habitantes, el municipio de Harwood estaba compuesto por el 95,02 % blancos, el 2,25 % eran afroamericanos, el 1,28 % eran de otras razas y el 1,44 % eran de una mezcla de razas. Del total de la población el 3,69 % eran hispanos o latinos de cualquier raza.